# Perizoma obtusa
Perizoma obtusa är en fjärilsart som beskrevs av W. Warren 1907. Perizoma obtusa ingår i släktet Perizoma och familjen mätare. Inga underarter finns listade i Catalogue of Life.